# Govindasamy Suppiah
Govindasamy Suppiah (1929. június 17. – 2012. december 7.) szingapúri nemzetközi labdarúgó-játékvezető. Nemzetközi megnevezése George Suppiah illetve Geffrey Suppiah.

## Pályafutása

### Nemzeti játékvezetés
A játékvezetői vizsgát 1960-ban tette le. 1961-ben lett az I. Liga játékvezetője. A nemzeti játékvezetéstől 1977-ben vonult vissza.

#### Nemzetközi játékvezetés
A Szingapúri labdarúgó-szövetség Játékvezető Bizottsága (JB) terjesztette fel nemzetközi játékvezetőnek, a Nemzetközi Labdarúgó-szövetség (FIFA) 1967-től tartotta nyilván bírói keretében. A FIFA JB központi nyelvei közül a angolt beszélte. 
Ázsia és Szingapúr első játékvezetője aki világbajnokságon szolgálhatott. Több nemzetek közötti válogatott és klubmérkőzést vezetett, vagy működő társának partbíróként segített. A szingapúri nemzetközi játékvezetők rangsorában, a világbajnokság sorrendjében a 2. helyet foglalja el 1 találkozó szolgálatával. Az aktív nemzetközi játékvezetéstől 1977-ben búcsúzott.

#### Labdarúgó-világbajnokság
A világbajnoki döntőhöz vezető úton Mexikóba a IX., az 1970-es labdarúgó-világbajnokságra, Nyugat-Németországba a X., az 1974-es labdarúgó-világbajnokságra, valamint Argentínába a XI., az 1978-as labdarúgó-világbajnokságra a FIFA JB bíróként alkalmazta. A FIFA JB elvárásának megfelelően, ha nem vezetett, akkor valamelyik működő társának segített partbíróként. Kettő csoportmérkőzésen 2. számú besorolást kapott. Világbajnokságon vezetett mérkőzéseinek száma: 1 + 2 (partbíró).

##### 1970-es labdarúgó-világbajnokság

###### Selejtező mérkőzés
| Időpont           | Helyszín               | Mérkőzés típusa                     | Mérkőzés             | Eredmény |
| ----------------- | ---------------------- | ----------------------------------- | -------------------- | -------- |
| 1969. október 14. | Nemzeti Stadion, Szöul | előselejtező (1. kör,- 1. mérkőzés) | Dél-Korea–Ausztrália | 1 : 2    |

##### 1974-es labdarúgó-világbajnokság

###### Selejtező mérkőzés
| Időpont           | Helyszín                  | Mérkőzés típusa                                 | Mérkőzés            | Eredmény |
| ----------------- | ------------------------- | ----------------------------------------------- | ------------------- | -------- |
| 1973. március 11. | Központi Stadion, Sydney  | előselejtező (B zóna, 2. csoport,- 1. mérkőzés) | Ausztrália–Irak     | 3 : 1    |
| 1973. március 18. | Városi Stadion, Melbourne | előselejtező (B zóna, 2. csoport,- 2. mérkőzés) | Indonézia–Új-Zéland | 1 : 0    |

###### Világbajnoki mérkőzés
| Időpont          | Helyszín                  | Mérkőzés típusa              | Mérkőzés            | Eredmény |
| ---------------- | ------------------------- | ---------------------------- | ------------------- | -------- |
| 1974. június 19. | Olimpiai Stadion, München | csoportmérkőzés (4. csoport) | Haiti–Lengyelország | 0 : 7    |

##### 1978-as labdarúgó-világbajnokság

###### Selejtező mérkőzés
| Időpont           | Helyszín                 | Mérkőzés típusa                        | Mérkőzés         | Eredmény |
| ----------------- | ------------------------ | -------------------------------------- | ---------------- | -------- |
| 1977. március 20. | Városi Stadion, Auckland | előselejtező (5. csoport, 1. mérkőzés) | Új-Zéland–Tajvan | 6 : 0    |

## Szakmai sikerek
1974-ben a nemzetközi játékvezetés hírnevének erősítése, hazájában 10 éve a legmagasabb Ligában (osztályban) folyamatosan tevékenykedő, eredményes pályafutása elismeréseként, a FIFA JB felterjesztésére az 1965-ben alapított International Referee Special Award címmel és oklevéllel tüntette ki.